# Michael Gandolfini
Michael Gandolfini, född 10 maj 1999 i New York, är en amerikansk skådespelare. Han är son till avlidne skådespelaren James Gandolfini.
Gandolfini har bland annat medverkat i TV-serierna The Deuce (2018-2019). Han har även medverkat filmerna The Many Saints of Newark från 2021 och Beau Is Afraid från 2023.

## Filmografi (i urval)
- 2018–2019: The Deuce
- 2021: The Many Saints of Newark
- 2023: Beau Is Afraid
- 2024: Daredevil: Born Again